# Katja Oeljeklaus
Katja Oeljeklaus, verheiratete Katja Brünemeyer, (* 10. Februar 1971) ist eine ehemalige deutsche Tennisspielerin.

## Karriere
Während ihrer Karriere gewann sie jeweils einen Einzel- und Doppeltitel auf dem ITF Women’s Circuit. Ihr bestes Ergebnis auf der WTA Tour war ein Halbfinale beim St. Petersburg Ladies Open 1991, das sie gegen Barbara Rittner mit 6:3, 3:6 und 4:6 verlor.

## Turniersiege

### Einzel
| Nr. | Datum     | Turnier  | Kategorie   | Belag | Finalgegnerin   | Ergebnis      |
| --- | --------- | -------- | ----------- | ----- | --------------- | ------------- |
| 1.  | Juni 1990 | Lissabon | ITF $10.000 | Sand  | Désirée Leupold | 0:6, 6:2, 6:1 |

### Doppel
| Nr. | Datum     | Turnier           | Kategorie   | Belag | Partnerin      | Finalgegnerinnen              | Ergebnis |
| --- | --------- | ----------------- | ----------- | ----- | -------------- | ----------------------------- | -------- |
| 1.  | Juli 1993 | Rheda-Wiedenbrück | ITF $10.000 | Sand  | Petra Holubová | Gaby Coorengel Amy van Buuren | 7:5, 6:0 |